# Juillet 1874

## Événements
- 8 juillet : Marc-Amable Girard devient premier ministre du Manitoba pour le deuxième fois. Il remplace Henry Joseph Clarke.

- 13 juillet : Bismarck échappe à un attentat. Ce geste, perpétré par un jeune catholique, est un signe de l’opposition croissante au Kulturkampf.

- 14 juillet : un incendie ravage le sud du centre-ville de Chicago. 812 bâtiments sont détruits et 20 personnes perdent la vie.

- 17 juillet : la France entame la construction d'un nouveau système de fortifications.

- 24 juillet :
  - Canada : Henry Woodward (inventeur) et Matthew Evans inventent une ampoule électrique pour l'éclairage soit avant que Thomas Edison crée la sienne.
  - La Côte de l'Or devient colonie de la Couronne britannique.

- 26 juillet : Alexander Graham Bell fait une démonstration du téléphone à Brantford, Ontario.

## Naissances
- 10 juillet : Belén de Sárraga, journaliste et militante hispano-mexicaine († 10 septembre 1951).
- 13 juillet : Norman Dawes, homme d'affaires.
- 14 juillet : Abbas II Hilmi, Khédive l'Égypte, à Alexandrie.
- 29 juillet : J. S. Woodsworth, politicien socialiste.

## Décès
- 16 juillet : Victor Heltman, militant polonais de l'indépendance (° 23 décembre 1796)